# Pallavolo Scandicci Savino Del Bene 2018-2019
Questa voce raccoglie le informazioni riguardanti la Pallavolo Scandicci Savino Del Bene nelle competizioni ufficiali della stagione 2018-2019.

## Stagione
Nella stagione 2018-19 la Pallavolo Scandicci Savino Del Bene assume la denominazione sponsorizzata di Savino Del Bene Scandicci.
Partecipa per la quinta volta alla Serie A1; chiude la regular season di campionato al terzo posto in classifica, qualificandosi per i play-off scudetto, dove arriva alla semifinali, venendo sconfitta nella serie dall'AGIL.
Grazie al secondo posto al termine del girone di andata di campionato, la Savino Del Bene si qualifica per la Coppa Italia: viene eliminata nelle semifinali dall'Imoco.
Partecipa inoltre alla Champions League: nella fase a gironi ottiene il primo posto nel proprio raggruppamento, qualificandosi per la fase a eliminazione diretta; esce dalla competizione nei quarti di finale a seguito della doppia sconfitta contro il Fenerbahçe.

## Organigramma societario
Area direttiva
- Presidente: Sergio Bazzurro

Area tecnica
- Allenatore: Carlo Parisi
- Allenatore in seconda: Simone Bendandi
- Scout man: Fabio Biffi, Christian Piazzese

## Rosa
| N° | Nome                  | Ruolo | Data di nascita   | Nazionalità sportiva |
| -- | --------------------- | ----- | ----------------- | -------------------- |
| 1  | Federica Mastrodicasa | C     | 5 febbraio 1988   | Italia               |
| 3  | Veronica Bisconti     | L     | 27 gennaio 1991   | Italia               |
| 4  | Ofelia Malinov        | P     | 29 febbraio 1996  | Italia               |
| 5  | Adenízia da Silva     | C     | 18 dicembre 1986  | Brasile              |
| 6  | Regan Hood            | S     | 10 agosto 1983    | Stati Uniti          |
| 7  | Annie Mitchem         | S     | 22 aprile 1994    | Stati Uniti          |
| 8  | Enrica Merlo          | L     | 28 dicembre 1988  | Italia               |
| 9  | Valeria Papa          | S     | 9 settembre 1989  | Italia               |
| 11 | Isabelle Haak         | O     | 11 luglio 1999    | Svezia               |
| 12 | Alessia Mazzaro       | C     | 19 settembre 1998 | Italia               |
| 13 | Valentina Zago        | O     | 21 febbraio 1990  | Italia               |
| 14 | Valeria Caracuta      | P     | 14 dicembre 1987  | Italia               |
| 15 | Jovana Stevanović     | C     | 30 giugno 1992    | Serbia               |
| 16 | Lucia Bosetti         | S     | 9 luglio 1989     | Italia               |
| 18 | Elica Vasileva        | S     | 13 maggio 1990    | Bulgaria             |
| 19 | Bojana Milenković     | S     | 6 marzo 1997      | Serbia               |
| 19 | Tat'jana Košeleva     | S     | 23 dicembre 1988  | Russia               |

## Mercato
| Acquisti                               | Acquisti              | Acquisti       | Acquisti   |
| R.                                     | Nome                  | da             | Modalità   |
| -------------------------------------- | --------------------- | -------------- | ---------- |
| L                                      | Veronica Bisconti     | River          | definitivo |
| P                                      | Valeria Caracuta      | SAB            | definitivo |
| S                                      | Regan Hood            | Samsun BB      | definitivo |
| P                                      | Ofelia Malinov        | Bergamo        | definitivo |
| C                                      | Federica Mastrodicasa | Cuneo Granda   | definitivo |
| C                                      | Alessia Mazzaro       | Filottrano     | definitivo |
| S                                      | Bojana Milenković     | Stella Rossa   | definitivo |
| S                                      | Annie Mitchem         | Filottrano     | definitivo |
| C                                      | Jovana Stevanović     | Casalmaggiore  | definitivo |
| S                                      | Elica Vasileva        | Dinamo-Kazan   | definitivo |
| O                                      | Valentina Zago        | Casalmaggiore  | definitivo |
| Trasferimenti nel corso della stagione |                       |                |            |
| S                                      | Tat'jana Košeleva     | Rio de Janeiro | definitivo |

| Cessioni                               | Cessioni             | Cessioni          | Cessioni   |
| R.                                     | Nome                 | a                 | Modalità   |
| -------------------------------------- | -------------------- | ----------------- | ---------- |
| C                                      | Valentina Arrighetti | Casalmaggiore     | definitivo |
| O                                      | Marika Bianchini     | Pro Victoria      | definitivo |
| P                                      | Lauren Carlini       | AGIL              | definitivo |
| S                                      | Bethania de la Cruz  | -                 | svincolata |
| P                                      | Isabella Di Iulio    | Millenium Brescia | definitivo |
| L                                      | Martina Ferrara      | Due Principati    | definitivo |
| C                                      | Giulia Mancini       | Cuneo Granda      | definitivo |
| S                                      | Jelyzaveta Ruban     | Leningradka       | definitivo |
| Trasferimenti nel corso della stagione |                      |                   |            |
| S                                      | Regan Hood           | Olympiakos        | definitivo |

## Risultati

### Serie A1

#### Girone di andata
| 1ª giornata - 28 ottobre 2018 PalaBaldinelli, Osimo               | Filottrano        | 1 - 3 | Savino Del Bene | 25-23, 23-25, 22-25, 23-25        |
| 2ª giornata - 1º novembre 2018 Palazzetto dello Sport, Scandicci  | Savino Del Bene   | 0 - 3 | AGIL            | 19-25, 18-25, 19-25               |
| 3ª giornata - 4 novembre 2018 PalaMaddalene, Chieri               | Chieri '76        | 0 - 3 | Savino Del Bene | 17-25, 16-25, 19-25               |
| 4ª giornata - 11 novembre 2018 Palazzetto dello Sport, Scandicci  | Savino Del Bene   | 3 - 0 | Club Italia     | 25-19, 25-12, 25-21               |
| 6ª giornata - 18 novembre 2018 Palazzetto dello Sport, Scandicci  | Savino Del Bene   | 3 - 0 | Casalmaggiore   | 25-17, 25-21, 25-23               |
| 7ª giornata - 25 novembre 2018 Palazzetto dello Sport, Monza      | Pro Victoria      | 2 - 3 | Savino Del Bene | 25-21, 26-28, 25-21, 21-25, 11-15 |
| 8ª giornata - 2 dicembre 2018 PalaPiantanida, Busto Arsizio       | UYBA              | 0 - 3 | Savino Del Bene | 21-25, 24-26, 15-25               |
| 9ª giornata - 9 dicembre 2018 Palazzetto dello Sport, Scandicci   | Savino Del Bene   | 3 - 1 | Imoco           | 14-25, 25-22, 26-24, 25-18        |
| 10ª giornata - 16 dicembre 2018 PalaCastagnaretta, Cuneo          | Cuneo Granda      | 3 - 2 | Savino Del Bene | 16-25, 25-22, 28-26, 16-25, 15-7  |
| 11ª giornata - 23 dicembre 2018 Palazzetto dello Sport, Scandicci | Savino Del Bene   | 3 - 2 | San Casciano    | 17-25, 17-25, 25-21, 25-12, 15-6  |
| 12ª giornata - 26 dicembre 2018 Palazzetto dello Sport, Scandicci | Savino Del Bene   | 3 - 2 | Bergamo         | 25-21, 23-25, 25-21, 23-25, 15-8  |
| 13ª giornata - 29 dicembre 2018 PalaGeorge, Montichiari           | Millenium Brescia | 0 - 3 | Savino Del Bene | 17-25, 21-25, 14-25               |

#### Girone di ritorno
| 1ª giornata - 5 gennaio 2019 PalaBaldinelli, Osimo               | Savino Del Bene | 3 - 0 | Filottrano        | 25-21, 25-15, 25-14               |
| 2ª giornata - 9 gennaio 2019 Palazzetto dello Sport, Scandicci   | AGIL            | 2 - 3 | Savino Del Bene   | 25-21, 20-25, 22-25, 25-21, 12-15 |
| 3ª giornata - 13 gennaio 2019 PalaMaddalene, Chieri              | Savino Del Bene | 3 - 1 | Chieri '76        | 25-20, 25-22, 24-26, 25-14        |
| 4ª giornata - 27 gennaio 2019 Palazzetto dello Sport, Scandicci  | Club Italia     | 0 - 3 | Savino Del Bene   | 15-25, 15-25, 20-25               |
| 6ª giornata - 10 febbraio 2019 Palazzetto dello Sport, Scandicci | Casalmaggiore   | 3 - 1 | Savino Del Bene   | 26-24, 25-20, 17-25, 27-25        |
| 7ª giornata - 17 febbraio 2019 Palazzetto dello Sport, Monza     | Savino Del Bene | 3 - 1 | Pro Victoria      | 27-29, 25-21, 25-23, 25-13        |
| 8ª giornata - 23 febbraio 2019 PalaPiantanida, Busto Arsizio     | Savino Del Bene | 3 - 2 | UYBA              | 22-25, 25-23, 25-21, 23-25, 15-12 |
| 9ª giornata - 3 marzo 2019 Palazzetto dello Sport, Scandicci     | Imoco           | 3 - 0 | Savino Del Bene   | 25-20, 25-16, 25-19               |
| 10ª giornata - 9 marzo 2019 PalaCastagnaretta, Cuneo             | Savino Del Bene | 0 - 3 | Cuneo Granda      | 25-27, 23-25, 21-25               |
| 11ª giornata - 16 marzo 2019 Palazzetto dello Sport, Scandicci   | San Casciano    | 0 - 3 | Savino Del Bene   | 16-25, 22-25, 15-25               |
| 12ª giornata - 23 marzo 2019 Palazzetto dello Sport, Scandicci   | Bergamo         | 3 - 0 | Savino Del Bene   | 25-22, 28-26, 25-16               |
| 13ª giornata - 30 marzo 2019 PalaGeorge, Montichiari             | Savino Del Bene | 3 - 0 | Millenium Brescia | 25-19, 25-7, 25-11                |

#### Play-off scudetto
| Quarti di finale (gara 1) - 6 aprile 2019 PalaRadi, Cremona                  | Casalmaggiore   | 1 - 3 | Savino Del Bene | 18-25, 21-25, 25-17, 20-25        |
| Quarti di finale (gara 2) - 13 aprile 2019 Palazzetto dello Sport, Scandicci | Savino Del Bene | 3 - 0 | Casalmaggiore   | 25-17, 25-22, 25-18               |
| Semifinali (gara 1) - 18 aprile 2019 PalaMensSana, Siena                     | Savino Del Bene | 3 - 2 | AGIL            | 25-16, 15-25, 25-17, 23-25, 15-12 |
| Semifinali (gara 2) - 20 aprile 2019 PalaTerdoppio, Novara                   | AGIL            | 3 - 1 | Savino Del Bene | 27-25, 25-18, 23-25, 25-19        |
| Semifinali (gara 3) - 22 aprile 2019 PalaTerdoppio, Novara                   | AGIL            | 3 - 2 | Savino Del Bene | 14-25, 25-22, 23-25, 25-18, 15-11 |
| Semifinali (gara 4) - 25 aprile 2019 PalaMensSana, Siena                     | Savino Del Bene | 2 - 3 | AGIL            | 16-25, 25-21, 25-13, 21-25, 19-21 |

### Coppa Italia
| Quarti di finale (andata) - 16 gennaio 2019 Nelson Mandela Forum, Firenze      | San Casciano    | 1 - 3 | Savino Del Bene | 18-25, 25-18, 16-25, 22-25        |
| Quarti di finale (ritorno) - 19 gennaio 2019 Palazzetto dello Sport, Scandicci | Savino Del Bene | 2 - 3 | San Casciano    | 25-22, 25-20, 20-25, 20-25, 18-20 |
| Semifinali - 2 febbraio 2019 PalaOlimpia, Verona                               | Savino Del Bene | 0 - 3 | Imoco           | 22-25, 22-25, 24-26               |

### Champions League

#### Fase a gironi
| 1ª giornata - 21 novembre 2018 PalaVerde, Villorba           | Imoco           | 3 - 2 | Savino Del Bene | 25-21, 24-26, 25-12, 23-25, 15-10 |
| 2ª giornata - 20 dicembre 2018 Nelson Mandela Forum, Firenze | Savino Del Bene | 3 - 0 | ŁKS             | 25-10, 25-23, 25-23               |
| 3ª giornata - 23 gennaio 2019 Nelson Mandela Forum, Firenze  | Savino Del Bene | 3 - 0 | Schweriner      | 25-16, 28-26, 25-17               |
| 4ª giornata - 5 febbraio 2019 Łódź Sport Arena, Łódź         | ŁKS             | 0 - 3 | Savino Del Bene | 21-25, 22-25, 17-25               |
| 5ª giornata - 20 febbraio 2019 Nelson Mandela Forum, Firenze | Savino Del Bene | 3 - 2 | Imoco           | 15-25, 25-22, 25-23, 20-25, 15-9  |
| 6ª giornata - 26 febbraio 2019 ARENA Schwerin, Schwerin      | Schweriner      | 3 - 1 | Savino Del Bene | 16-25, 25-23, 25-23, 25-13        |

#### Fase a eliminazione diretta
| Quarti di finale (andata) - 13 marzo 2019 Nelson Mandela Forum, Firenze       | Savino Del Bene | 1 - 3 | Fenerbahçe      | 19-25, 25-23, 19-25, 21-25       |
| Quarti di finale (ritorno) - 19 marzo 2019 Burhan Felek Spor Salonu, Istanbul | Fenerbahçe      | 3 - 2 | Savino Del Bene | 19-25, 26-28, 25-22, 25-17, 15-8 |

## Statistiche

### Statistiche di squadra
| Competizione     | Punti | In casa | In casa | In casa | In trasferta | In trasferta | In trasferta | Totale | Totale | Totale |
| Competizione     | Punti | G       | V       | P       | G            | V            | P            | G      | V      | P      |
| ---------------- | ----- | ------- | ------- | ------- | ------------ | ------------ | ------------ | ------ | ------ | ------ |
| Serie A1         | 50    | 15      | 12      | 3       | 15           | 9            | 6            | 30     | 21     | 9      |
| Coppa Italia     | -     | 1       | 0       | 1       | 1            | 1            | 0            | 3      | 1      | 2      |
| Champions League | 12    | 4       | 3       | 1       | 4            | 1            | 3            | 8      | 4      | 4      |
| Totale           | -     | 20      | 15      | 5       | 20           | 11           | 9            | 41     | 26     | 15     |

G = partite giocate; V = partite vinte; P = partite perse